# 川村直岡

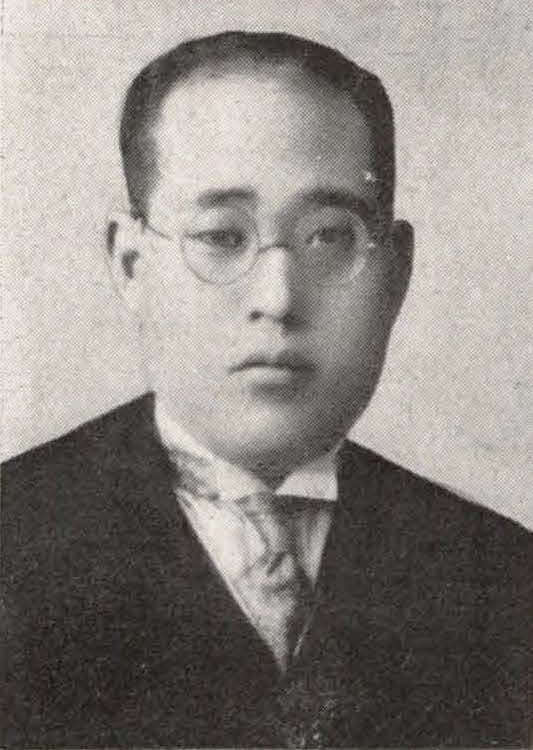
川村直岡

川村直岡（1892年9月20日—1963年1月4日），東京帝國大學政治科畢業，日本昭和初期之日本政府官員，本籍日本鹿兒島。川村直岡於1936年10月16日至1939年12月27日曾任台南州知事。1939年12月28日接替戶水昇，於台灣擔任台北州知事，管轄今臺北市、新北市、宜蘭縣及基隆市等地的行政事務。卸任後，川村調往日本內地擔任拓務省拓南局局長。
1942年，升為陸軍司政長官，擔任日佔荷屬東印度的明古魯州長官與日佔馬來亞的霹靂州長官。。
1963年1月4日因心絞痛死於日本東京都世田谷區若林町25番地的自宅中，享年71歲。